# Mammillaria orcuttii
Mammillaria orcuttii ist eine Pflanzenart aus der Gattung Mammillaria in der Familie der Kakteengewächse (Cactaceae). Das Artepitheton orcuttii ehrt den amerikanischen Naturkundler und Pflanzenjäger Charles Russell Orcutt.

## Beschreibung
Mammillaria orcuttii wächst meist einzeln, mit kugeligen bis kurz keulig geformten, glänzend blaugrünen Trieben. Die kurz konisch, apikal gerundeten Warzen enthalten reichlich Milchsaft. Die Axillen sind stark bewollt. Die 4 bis 5 Mitteldornen sind schwärzlich braun und werden 0,8 bis 2 Zentimeter lang. Die Randdornen fehlen meist ganz oder sind manchmal in Form von 6 bis 8 kurzen, haarartigen Dornen vorhanden.
Die leuchtend karminroten Blüten weisen einen dunkleren Mittelstreifen auf. Sie sind 1,2 Zentimeter im Durchmesser groß. Die roten Früchte enthalten schwarze Samen.

## Verbreitung, Systematik und Gefährdung
Mammillaria orcuttii ist im mexikanischen Bundesstaat San Luis Potosí verbreitet.
Die Erstbeschreibung erfolgte 1930 durch Friedrich Bödeker.  Ein nomenklatorisches Synonym ist Neomammillaria orcuttii (Boed.) Y.Itô (1981).
Mammillaria orcuttii wird in der Roten Liste gefährdeter Arten der IUCN als „Least Concern (LC)“, d. h. als in der Natur nicht gefährdet, eingestuft.

## Nachweise